# Mount Jedediah Smith
Der Mount Jedediah Smith ist ein 3236 m hoher Berg in der Teton Range im Westen des US-Bundesstaates Wyoming. Er bildet die Grenze zwischen dem Grand-Teton-Nationalpark und der Jeddediah Smith Wilderness im Caribou-Targhee National Forest. Der Mount Jedediah Smith erhebt sich nördlich über den Death Canyon und liegt westlich des Mount Meek. Benannt wurde der Berg nach dem Pelzhändler und Entdecker Jedediah Smith.

## Belege
1. ↑  Peakbagger: Mount Jedediah Smith. Abgerufen am 31. Januar 2021.
2. ↑  Geonames: Mount Jedediah Smith. Abgerufen am 31. Januar 2021.